# Špinavá hra (film, 1968)
Špinavá hra je britský válečný film režiséra André de Totha z roku 1968. V hlavní roli se objevil Michael Caine.

## Děj
Severní Afrika, 1942. Ofenzíva generála Rommela uvízla na mrtvém bodě, Britové se pod Montgomeryho vedením připravují na protiútok.
Plukovník Masters (Nigel Green) vede speciální jednotku pro sabotážní operace, která dosud nebyla příliš úspěšná. Brigádní generál Blore (Harry Andrews) mu však ještě dá poslední šanci, když mu Masters ukáže fotografie hlavního Rommelova skladu pohonných hmot.
Masters vyšle jednotku sedmi mužů, aby provedla nebezpečný výpad 400 mil pouští, kde by hluboko v nepřátelském území zničila německé zásoby benzínu. Blore nicméně trvá na tom, aby jednotku vedl někdo z vnějšku. Vybrán je kapitán Douglas (Michael Caine), který má jisté zkušenosti z pouště.
Pobočník plukovníka Masterse, Cyril Leech (Nigel Davenport), není zrovna nadšen z toho, že se musí Douglasovi podřídit. Tento tvrdohlavý Ir, stejně jako všichni jeho muži, za sebou má kriminální minulost a jenom jeho sebevražedné mise ho drží na svobodě. Plukovník Masters tak ví velmi dobře, proč slíbil Leechovi 2000 liber v případě, že přivede Douglase zpátky živého. Začíná nebezpečná akce, pří níž se neberou zajatci ani jakékoliv ohledy.
Douglas je Leechem donucen, aby nezasáhl a pouze přihlížel masakru britské jednotky připravenými německými vojáky, a to jen proto, aby neohrozil zdar samotné akce. Při okrádání mrtvých je výbuchem miny vážně zraněn jeden z mužů jednotky, která poté přepadne německou sanitku, zastřelí saniťáky a unese německou zdravotní sestru, která jen díky dalšímu zranění jednoho z mužů unikne hromadnému znásilnění. Při samotném útoku na cíl vyjde najevo, že se zde nenachází ani kapka benzínu a jenom pár atrap vojáků. Douglas rozhodne, že se bude v akci pokračovat a bude přepaden sklad ve městě.
V té době se však již situace změnila. Britové chtějí německé pohonné hmoty pro sebe. Dají proti prostřednictvím dvojitých agentů vědět Němcům, kteří se na komando přichystají. Útok ale přesto vyjde, benzín je zničen, všichni z jednotky kromě Douglase a Leeche zahynou. Zraněný voják, který zůstal v sanitce se spoutanou sestřičkou, ji ještě před smrtí zastřelí. Douglas a Leech se dočkají příchodu Britů. Protože byli od začátku akce oblečeni v německých uniformách, rozhodnou se s rukama nad hlavou a bílou vlajkou vzdát. Jsou však zastřeleni britským vojákem, který to okomentuje pouze:" Pardon, nevšim jsem si té bílé vlajky!"

## Hrají
- Michael Caine - kapitán Douglas
- Nigel Davenport - kapitán Cyril Leech
- Nigel Green - plukovník Masters
- Harry Andrews - brigádní generál Blore
- Patrick Jordan - major Alan Watkins
- Daniel Pilon - kapitán Allwood (Blorův pobočník u Special Forces HQ)
- Martin Burland - mrtvý důstojník
- George McKeenan - korporál v Quayside
- Bridget Espeet - Ann
- Bernard Archard - plukovník Homerton
- Aly Ben Ayed - Sadok
- Enrique Ávila - Kalarides
- Mohsen Ben Abdallah - Hassan
- Mohamed Kouka - Assine
- Takis Emmanuel - Kostos Manov
- Scott Miller - Boudesh
- Michael Stevens - kapitán Johnson
- Anthony Stamboulieh - barman v arabském baru
- Jose Halufi - Arab
- Vivian Pickles - německá zdravotní sestra
- Stanley Caine - německý důstojník
- Jeremy Child - druhý poručík
- Dennis Brennan - korporál
- Rafael Albaicín - vůdce Arabů v oáze

## Zajímavosti
- Snímek byl převážně natáčen ve Španělsku.
- Původně měl být režírován René Clementem.
- V roli kapitána Leeche se měl objevit Richard Harris.